# 辛島啓珠
辛島 啓珠（からしま けいじゅ、1971年6月24日 - ）は、京都府京都市出身の元サッカー選手、サッカー指導者。選手時代のポジションはディフェンダー（センターバック）。祖父は第6代日本サッカー協会会長の藤田静夫。日本サッカー協会公認S級コーチライセンス保有。

## 来歴

### 選手時代
京都府立山城高等学校から筑波大学を経て、1994年に大学の同期でセンターバックでコンビを組んだ木山隆之とともにガンバ大阪に入団。現役時代は頭脳派のセンターバックとして活躍した。1年目からレギュラーの座を獲得して42試合に出場し、木山と共に弱点であったDF陣の即戦力として活躍するも、その後は度重なる負傷により出場機会が減った。1997年および1998年はアビスパ福岡、1998年10月からは京都パープルサンガ（現：京都サンガF.C.）、2000年からは水戸ホーリーホックでプレーして2001年9月に現役引退。

### 指導者時代
同年10月に柏レイソル青梅（現：アーゼット'86 東京青梅）ユースの監督に就任。3シーズン務めた後、フランスへの指導者留学を経て、松本山雅FC監督、FC岐阜コーチを歴任。2009年にJAPANサッカーカレッジのコーチ、2010年から2012年までJSCの監督に就任。
2013年、FC岐阜のアシスタントコーチに就任。同年8月19日、行徳浩二の解任に伴い、監督に就任。シーズン終了後、契約非更新により退任。
2014年、佐川印刷京都の監督に就任。シーズン終了後に退任する。
2015年からはSC相模原の監督に就任。同年11月2日に辞任した。
2016年からはアルビレックス新潟レディースの監督に就任。
2017年11月30日、アルビレックス新潟レディースの監督を退任することが発表された。
2017年12月、2018シーズンより鈴鹿アンリミテッドFCの監督に就任することが発表された。
2018年12月、マイナビベガルタ仙台レディースの監督に就任すると発表された。2020年11月30日、契約満了に伴い退任。
2022年1月24日、南葛SC WINGSの監督に就任した。
2023年11月に南葛SC WINGS監督を退任し、オルカ鴨川FCの監督に就任した。

## 所属クラブ
- 1987年 - 1989年 京都府立山城高等学校
- 1990年 - 1993年 筑波大学
- 1994年 - 1996年 ガンバ大阪
- 1997年 - 1998年 アビスパ福岡
- 1998年10月 - 1999年 京都パープルサンガ
- 2000年 - 2001年9月 水戸ホーリーホック

## 個人成績
| 国内大会個人成績 | 国内大会個人成績 | 国内大会個人成績 | 国内大会個人成績 | 国内大会個人成績 | 国内大会個人成績 | 国内大会個人成績 | 国内大会個人成績 | 国内大会個人成績 | 国内大会個人成績 | 国内大会個人成績 | 国内大会個人成績 |
| 年度             | クラブ           | 背番号           | リーグ           | リーグ戦         | リーグ戦         | リーグ杯         | リーグ杯         | オープン杯       | オープン杯       | 期間通算         | 期間通算         |
| 年度             | クラブ           | 背番号           | リーグ           | 出場             | 得点             | 出場             | 得点             | 出場             | 得点             | 出場             | 得点             |
| 日本             | 日本             | 日本             | 日本             | リーグ戦         | リーグ戦         | リーグ杯         | リーグ杯         | 天皇杯           | 天皇杯           | 期間通算         | 期間通算         |
| ---------------- | ---------------- | ---------------- | ---------------- | ---------------- | ---------------- | ---------------- | ---------------- | ---------------- | ---------------- | ---------------- | ---------------- |
| 1994             | G大阪            | -                | J                | 42               | 3                | 3                | 0                | 0                | 0                | 45               | 3                |
| 1995             | G大阪            | -                | J                | 14               | 0                | -                | -                | 0                | 0                | 14               | 0                |
| 1996             | G大阪            | -                | J                | 11               | 0                | 9                | 0                | 0                | 0                | 20               | 0                |
| 1997             | 福岡             | 12               | J                | 1                | 0                | 0                | 0                | 0                | 0                | 1                | 0                |
| 1998             | 京都             | 33               | J                | 1                | 0                | 0                | 0                | 0                | 0                | 1                | 0                |
| 1999             | 京都             | 23               | J1               | 0                | 0                | 0                | 0                | 0                | 0                | 0                | 0                |
| 2000             | 水戸             | 4                | J2               | 30               | 0                | 2                | 0                | 3                | 0                | 35               | 0                |
| 2001             | 水戸             | 4                | J2               | 6                | 0                | 1                | 0                | 0                | 0                | 7                | 0                |
| 通算             | 日本             | 日本             | J1               | 69               | 3                | 12               | 0                | 0                | 0                | 81               | 3                |
| 通算             | 日本             | 日本             | J2               | 36               | 0                | 3                | 0                | 3                | 0                | 42               | 0                |
| 総通算           | 総通算           | 総通算           | 総通算           | 105              | 3                | 15               | 0                | 3                | 0                | 121              | 3                |

## 指導歴
- 2001年10月 - 2004年6月  柏レイソル青梅ユース：監督 (ジュニアコーチ兼任)
- 2004年8月 - 2004年10月  クレールフォンティーヌINF：留学
- 2005年 - 2007年  松本山雅FC：監督
- 2008年  FC岐阜：コーチ (FC岐阜SECOND監督兼任)
- 2009年 - 2012年  JAPANサッカーカレッジ
  - 2009年 コーチ
  - 2010年-2012年 監督
- 2013年  FC岐阜
  - 2013年 - 同年8月：アシスタントコーチ (FC岐阜SECOND監督兼任)
  - 2013年8月 - 11月 監督
- 2014年  佐川印刷京都 監督
- 2015年 - 同年11月  SC相模原 監督
- 2016年 - 2017年  アルビレックス新潟レディース監督
- 2018年   鈴鹿アンリミテッドFC監督
- 2019年 - 2020年  マイナビベガルタ仙台レディース監督
- 2021年  ザスパクサツ群馬レディース統括兼U15監督
- 2022年 - 2023年  南葛SC WINGS監督
- 2024年 -  オルカ鴨川FC監督